# Куренной, Виталий Анатольевич
Вита́лий Анато́льевич Куренно́й (род. 14 апреля 1970, Прохладный, Кабардино-Балкарская АССР, РСФСР, СССР) — российский философ, культуролог, переводчик и публицист, специалист в области методов изучения современной культуры, истории современной западной философии, институциональной истории знания, социально-политической теории, философского анализа кино. Кандидат философских наук, профессор.
Переводчик работ таких западных философов, как К.-О. Апель, Э. Гуссерль, Г. Фреге, В. Дильтей, Р. Ингарден, А. Райнах, Г. Люббе, Э. Тугендхат.
Научный редактор философско-литературного журнала «Логос».

## Биография

В. А. Куренной на лекции в
Сибирском федеральном университете (28 мая 2014 года)

Родился в Прохладном Кабардино-Балкарской АССР, СССР.
Свою первую зарплату получил летом 1986 года на Лермонтовском опытном заводе «Оргтехника», где получил специальность «слесарь механосборочных работ».
В 1987 году окончил с отличием среднюю школу № 2 города Лермонтова Ставропольского края. Увлекался туризмом, фотографией. Обладал недюжинными математическим способностями, а так же незаурядным чувством юмора.
В 1992 году окончил Московский геологоразведочный институт.
В 1998 году окончил с красным дипломом философский факультет МГУ имени М. В. Ломоносова.
С 1999 года научный редактор философско-литературного журнала «Логос», сотрудник научно-исследовательского Центра феноменологической философии философского факультета Российского государственного гуманитарного университета
В 1999—2002 годы — рецензент переводов программы «Пушкинская библиотека» Института «Открытое общество».
В 2001 году в Российском государственном гуманитарном университете под научным руководством А. Ф. Зотова защитил диссертацию на соискание учёной степени кандидата философских наук по теме «Проблема возникновения феноменологического движения» (специальность — 09.00.03 История философии).
В 2001—2013 годы — сотрудник научно-исследовательского Центра феноменологической философии философского факультета РГГУ.
В 2002—2003 годы — координатор научных программ фонда «Прагматика культуры» (Москва)
В 2002—2004 годы — заместитель главного редактора журнала «Отечественные записки».
В 2004—2006 годы — доцент кафедры истории философии философского факультета Государственного университета — Высшая школа экономики.
В 2004—2008 годы — обозреватель, заведующий отделом аналитических исследований «Политического журнала».
В 2006—2008 годы — координатор научных проектов фонда «Наследие Евразии» (Москва)
С 2006 года — профессор и руководитель Школы культурологи ВШЭ, заведующий кафедрой «Науки о культуре» отделения культурологи факультета гуманитарных наук Высшей школы экономики. Заведующий лабораторией исследований культуры Центра фундаментальных исследований Национального исследовательского университета — Высшая школа экономики.
В 2008-2009 годы — член редакционной коллегии журнала «Гуманитарный контекст».
В 2008—2010 годах — координатор и редактор раздела колонок портала «Частный корреспондент».
С 2010 года — член редакционной коллегии журнала «Вопросы образования».
Автор более 100 научных работ по истории современной западной философии, социологии знания, культурологи, опубликованных в журналах «Логос», «Неприкосновенный запас», «Новое литературное обозрение», «Отечественные записки», а также многочисленных аналитических и публицистических статей в «Новой газете», «Независимой газете», «Российской газете», «Политическом журнале», «Частном корреспонденте» и др.
Гость программ, посвящённых актуальным вопросам современной культуры на радио Finam.FM
Участник ряда ток-шоу на телеканале «Культура»

## Философия культуры
В своём анализе современной культуры, а также проблем, стоящих перед современным обществом, Куренной уделяет большое внимание различию городской и негородской культур. Анализ городской культуры он проводит на материале её наиболее массовых аспектов: кофейни, «Фейсбук» и др.
По словам философа, современная государственная культурная политика во многом определяется наследием советской системы культурных учреждений.
На факультете философии НИУ ВШЭ Куренной читает курсы по истории наук о культуре, современной массовой культуре, музеизации культуры.

## Феноменология и история философии
В. А. Куренной — переводчик и один из немногих в Европе специалистов по наследию Адольфа Райнаха, немецкого феноменолога и философа права. Соредактор сборника «Антология реалистической феноменологии» (М., 2006).
Член Русского феноменологического общества. Член Интернациональной академии философии в Княжестве Лихтенштейн.
На факультете гуманитарных наук НИУ-ВШЭ читает курс «Введение в феноменологию».

## Социально-политические работы
В. А. Куренной является инициатором ряда проектов, посвящённых феномену интеллигенции и интеллектуалов в современной России. В частности, составителем и редактором коллективной монографии «История и теория интеллигенции и интеллектуалов» (История и теория интеллигенции и интеллектуалов. (Мыслящая Россия.) Под ред. В. Куренного. М.: Фонд Наследие Евразии, 2009), автором и редактором сборника «Мыслящая Россия: картография современных интеллектуальных направлений» (М., 2006), руководителем проекта «Интеллектуально-активная группа: мировоззрение, специфика социальных функций и идеологические дифференциации в контексте постсоветской трансформации» (Куренной В. А., Никулин А. М., Рогозин Д. М., Турчик А. В. Интеллектуально-активная группа. (Мыслящая Россия.) Под общ. ред. В. Куренного. М.: Фонд Наследие Евразии, 2008.)

## Анализ кино
На основе работ по исследованию искусства польского феноменолога Романа Ингардена и структурного анализа волшебной сказки российской фольклориста В. Я. Проппа В. А. Куренной разработал оригинальный метод исследования современного кино, предполагающий отказ от оценки эстетической составляющей кинематографа (оригинальность и качество того, что называется режиссёрской работой или актёрской игрой) и устремление внимания визуально воспринимаемую структуру фильма, используемые в нём образы и символы, иные приёмы трансляции генерального смыслового послания кинокартины. Кинематограф, таким образом, рассматривается как один из видов массовый культуры, и поэтому его главными культурными единицами, согласно аналитическому методу Куренного, являются не фильмы серии арт-хаус, а блокбастеры, воплощающие в себе основные стереотипы, поведенческие стратегии и ценности современного общества.
В. А. Куренной — автор книги «Философия фильма: упражнения в анализе» (М.: НЛО, 2009), разработчик концепции анализа современного голливудского жанра «боевика», автор концептов «философия боевика» и термина «картезианский боевик».

## Научные труды

### Монографии
на русском языке
- Яценко Е. Б., Хргиан А. А., Куренной В. А., Козиевская Е. В., Гаврилов К. А. Русский язык в новых независимых государствах: результаты комплексного исследования. — М.: Фонд "Наследие Евразии", 2008. (недоступная ссылка)
- Куренной В. А. Философия фильма: упражнения в анализе. — М.: Новое литературное обозрение, 2009. — ISBN 978-5-86793-676-1. (недоступная ссылка)
- Куренной В. А. Толерантность // Современная западная философия. Энциклопедический словарь / Под ред. О. Хеффе, В. С. Малахова, В. П. Филатова при участии Т. А. Дмитриева. — М.: Культурная революция, 2009. — С. 190—192.
- Куренной В. А., Никулин А. М., Рогозин Д. М., Турчик А. В. Мыслящая Россия: интеллектуально-активная группа / Под общ. ред.: В. А. Куренной. — М.: Фонд "Наследие Евразии", 2009. (недоступная ссылка)
- Куренной В. А. Карл Манхейм // Мыслящая Россия. История и теория интеллигенции и интеллектуалов / Под общ. ред.: В. А. Куренной. — М.. — Фонд "Наследие Евразии", 2009. — С. 229—255. (недоступная ссылка)
- Куренной В. А. Государство как механизм деполитизации // Государство. Научные тетради Института Восточной Европы Вып. III. — М.: Издательский дом «Территория будущего», 2009. — С. 102—132.
- Куренной В. А. «Пролегомены к чистой логике» Э. Гуссерля и спор о психологизме // Логические исследования / Пер. с нем.: Э. Бернштейн; науч. ред.: С. Франк, Р. А. Громов. — М.: Академический проект, 2011. — Т. 1: Пролегомены к чистой логике. — С. 225—241.
- Куренной В. А. «Советское» как предмет исследовательского интереса // СССР:  Жизнь  после  смерти / под ред. И. В. Глущенко, Б. Ю. Кагарлицкого, В. А. Куренного; нац. исслед. ун-т «Высшая школа экономики». — Рецензент д. ф. н., проф. НИУ ВШЭ Л. Г. Ионин. — М.: Изд. дом Высшей школы экономики, 2012. — С. 294—299. — 304 с. — (Исследования  культуры). — 1000 экз. — ISBN 978-5-7598-0977-7.
- Куренной В. А. Национализм как форма современности // Матрица русской культуры: Миф? Двигатель модернизации? Барьер? / Рук.: С. А. Караганов; под общ. ред.: А. Архангельский. — М.: Совет по внешней и оборонной политике, 2012. — С. 63—69.
- Куренной В. А. Межкультурный трансфер знания: случай «Логоса» // Исследования по истории русской мысли: Ежегодник за 2008–2009 год / Под общ. ред.: М. Колеров, Н. Плотников. — М.: Регнум, 2012. — С. 133—217.
- Куренной В. А. Учителя // Поколения ВШЭ. Учителя об учителях / М. М. Юдкевич, Ю. В. Иванова и др. ; Нац. исслед. ун-т «Высшая школа экономики». —. — М.: Издательский дом НИУ ВШЭ, 2013. — С. 171—174. — 2000 экз. — ISBN 978-5-7598-1077-3. (недоступная ссылка)
- Куренной В. А. Советский эксперимент строительства институтов // Время, вперед! Культурная политика в СССР / под ред. И. В. Глущенко, В. А. Куренного; Нац. исслед. ун-т «Высшая школа экономики». — Рецензент д.и.н., проф. РГГУ Г. И. Зверева. — М.: Изд. дом Высшей школы экономики, 2013. — 272 с. — (Исследования культуры). — 1000 экз. — ISBN 978-5-7598-1082-7.
- Каспржак А. Г., Фрумин И. Д., Абанкина Т. В., Адамский А. И., Болотов В. А., Бысик Н. В., Духанина Л. Н., Косарецкий С. Г., Ковалева Т. М., Куренной В. А., Ленская Е. А., Майоров А. Н., Мокринский М. Г., Прохоров А. В., Пинская М. А., Федюкин И. И. Глава 11. Новая школа // Стратегия-2020: Новая модель роста — новая социальная политика. Итоговый доклад о результатах экспертной работы по актуальным проблемам социально-экономической стратегии России на период до 2020 года / Науч. ред.: В. А. Мау, Я. И. Кузьминов. — Кн. 1. — М.: Дело, 2013. — С. 300—358.

на других языках
- Kurennoy V. A. Zum Problem der Personalität im russischen pädagogischen Diskurs. Mitte des 19. — Anfang des 20. Jahrhunderts // Diskurse der Personalität: Die Begriffsgeschichte der 'Person' aus deutscher und russischer Perspektive. Muenchen : Wilhelm Fink Verlag, 2008. P. 339—352.

### Статьи
на русском языке
- Куренной В. А. Метафизика моралей и общностей // Новое литературное обозрение. — 2001. — № 48. — С. 387—401.
- Куренной В. А. Власть и Церковь: мотивы и перспективы сближения // Отечественные записки. № 1 (1). 2001.
- Куренной В. А. Философия и образование // Отечественные записки. № 1 (2). 2002.
- Куренной В. А. Русский экшн: структурно-социальный анализ // Отечественные записки. № 3 (4). 2002.
- Куренной В. А. Власть как коммуникация // Отечественные записки. № 3 (4). 2002.
- Куренной В. А. Наука, тюрьма и больница: новые подходы к точным наукам // Отечественные записки. № 7 (8). 2002.
- Куренной В. А. Государство, капитал и мировое научное сообщество // Отечественные записки. № 7 (8). 2002.
- Куренной В. А. Философия войны на закате Просвещения // Отечественные записки. № 8 (9). 2002.
- Куренной В. А. Тот, кто ткёт ткань // Отечественные записки. № 1 (10). 2003
- Куренной В. А. Наука в современном мире // Отечественные записки. № 1 (10). 2003.
- Куренной В. А. Этика вида и генная инженерия // // Отечественные записки. № 1 (10). 2003.
- Куренной В. А. Медиа: средства в поисках целей. // Отечественные записки. № 4 (13). 2003.
- Куренной В. А. Китай как страна победившей русской идеи // Отечественные записки. № 5 (14). 2003.
- Куренной В. А. Ускользающий предмет // Отечественные записки. № 5 (14). 2003.
- Куренной В. А. Дискуссия об университете // Отечественные записки. № 6 (15). 2003.
- Куренной В. А. Маленькие добродетели больших обществ // Отечественные записки. № 6 (15). 2003.
- Куренной В. А. Кино 2003: избранные фильмы в некинокритическом освещении // Отечественные записки. № 6 (15). 2003.
- Куренной В. А. Консерватизм по-американски // Отечественные записки. № 1 (16). 2004.
- Куренной В. А. Иррациональная сторона Рационального // Отечественные записки. № 1 (52). 2013.
- Куренной В. А. Лейбниц и Петровские реформы // Отечественные записки. № 2 (17). 2004.
- Куренной В. А. В поисках достоинств: смысл и логика административной реформы // Отечественные записки. № 2 (17). 2004.
- Куренной В. А. Эмпирическая метафизика и исследовательская программа истории философии Эдуарда Целлера (недоступная ссылка) // Философско-литературный журнал «Логос». 2006. № 1 (52). С. 89-102.
- Куренной В. А. Перманентная буржуазная революция // Прогнозис. 2006. Т. 7. № 3. С. 245—259.
- Куренной В. А. Война, терроризм и медиа // Прогнозис. 2006. Т. 5. № 1. С. 276—312.
- Куренной В. А. Функции понимания в философии и методологии гуманитарных наук (На материале немецкой философии XIX — начала XX вв.) // Философско-литературный журнал «Логос». 2007. № 5. С. 3-20.
- Куренной В. А. Уединение университетского философа // Философско-литературный журнал «Логос». 2007. № 6. С. 63-74.
- Куренной В. А. Современная культурология (недоступная ссылка) // Платное образование. 2007. № 5 (55). С. 44-49.
- Куренной В. А. Рациональная бюрократия: теория и идеология // Прогнозис. 2007. № 2 (10). С. 177—187.
- Куренной В. А. Политический и аполитический национализм // Философско-литературный журнал «Логос». 2007. № 1 (58). С. 138—155.
- Куренной В. А. Мы никогда не были либеральными // Прогнозис. 2007. № 2 (10). С. 311—317.
- Куренной В. А. Макс Вебер. О России: Избранное. // Неприкосновенный запас. Дебаты о политике и культуре. 2007. № 4 (54). С. 273—276.
- Куренной В. А. Этика добродетели // Философско-литературный журнал «Логос». 2008. № 1. С. 59-69.
- Куренной В. А. Интеллектуально-активная группа населения и её взгляды (недоступная ссылка) // Мониторинг общественного мнения: экономические и социальные перемены. 2009. № 3(91). С. 178—185.
- Куренной В. А. Психологизм и его критика Эдмундом Гуссерлем (недоступная ссылка) // Философско-литературный журнал «Логос». 2010. № 5. С. 166—182.
- Куренной В. А. Полемика профессионалов: конкуренция и опровержение исследовательских программ в современной философии // Философско-литературный журнал «Логос». 2010. № 6 (79). С. 3-36.
- Куренной В. А. Немецкие мандарины: Критические заметки (недоступная ссылка) // Политическая концептология: журнал метадисциплинарных исследований. 2010. № 2. С. 224—237.
- Куренной В. А. Модернизация модернизатора. Новейшие трансформации российской политической системы (недоступная ссылка) // Неприкосновенный запас. Дебаты о политике и культуре. 2010. № 6. С. 356—368.
- Куренной В. А. Лев Толстой и Макс Вебер о ценностной нейтральности университетской науки (недоступная ссылка) // Вопросы образования. 2010. № 3. С. 48-74.
- Куренной В. А. Раскол и аффект: понятие «народ» в языке российских интеллектуалов (недоступная ссылка) // Отечественные записки. 2012. № 1. С. 46-52.
- Куренной В. А. Общие места: стратегии легитимации философии в структуре университета (недоступная ссылка) // Топос. Философско-культурологический журнал. 2012. № 1. С. 74-86.
- Куренной В. А. Новая городская романтика. Политические и культур-социальные аспекты новейшего российского протеста (недоступная ссылка) // Философско-литературный журнал «Логос». 2012. № 2. С. 30-45.
- Куренной В. А. Исследовательская и политическая программа культурных исследований (недоступная ссылка) // Философско-литературный журнал «Логос». 2012. № 1. С. 14-79.
- Куренной В. А. Раскол и аффект: понятие «народ» в языке российских интеллектуалов // Отечественные записки. № 1 (46). 2012.
- Куренной В. А. Унылая субстанция и доставляющие лулзы. «Теория Большого взрыва» и культура исследовательского университета (недоступная ссылка) // Философско-литературный журнал «Логос». 2013. № 3 (93). С. 75-83.
- Куренной В. А. Иррациональная сторона Рационального (недоступная ссылка) // Отечественные записки. 2013. № 1(52). С. 70-78. (копия)
- Куренной В. А. Ешь, работай, живи. К вопросу об американской мечте // Сеанс. 2013. № 53/54
- Куренной В. А. Интернациональный аргумент в философской коммуникации XIX в. // Вестник Ленинградского государственного университета имени А. С. Пушкина. Серия: Философия. 2014. Т. 3

на других языках
- Kurennoy V. A. International argument: regarding the history of the development of international philosophical communication in the nineteenth century // Studies in East European Thought. 2014. Vol. 66. No. 1-2. P. 17-28.

### Научная редакция
- Мыслящая Россия: картография современных интеллектуальных направлений / Отв. ред.: В. А. Куренной. М. : Фонд «Наследие Евразии», 2006.
- Антология реалистической феноменологии / Под общ. ред.: В. А. Куренной. М. : Изд-во Института философии, теологии и истории Св. Фомы, 2006.
- Завалей А. И. Исследовательский университет: философские предпосылки формирования и современное состояние / Отв. ред.: В. А. Куренной. Т. 10. М. : ФИРО, 2007.
- Мыслящая Россия. История и теория интеллигенции и интеллектуалов / Под общ. ред.: В. А. Куренной. М. : Фонд «Наследие Евразии», 2009.

### Рецензии
- Куренной В. А. Теория партизана. (недоступная ссылка) (Рец. на книгу: Шмитт К. Теория партизана. М.: Праксис, 2007) // Неприкосновенный запас. Дебаты о политике и культуре. 2008. № 1. С. 275—278.

### Переводы
- Шлик, Мориц. Вопросы этики (недоступная ссылка) // Философско-литературный журнал «Логос». 2008. Т. 1. № 64. С. 188—206.
- Уильямс, Бернард. Мораль: специфический институт (недоступная ссылка) // Философско-литературный журнал «Логос». 2008. № 1. С. 149—173.
- Мёрдок, Айрис. Суверенность блага (недоступная ссылка) // Философско-литературный журнал «Логос». 2008. № 1. С. 117—137.
- Макдауэл, Джон. Добродетель и основание (недоступная ссылка) // Философско-литературный журнал «Логос». 2008. № 1. С. 92-116.
- Шельски Г. Уединение и свобода. К социальной идее немецкого университета (недоступная ссылка) // Философско-литературный журнал «Логос». 2013. № 1. С. 65-86.

## Публицистика
- Публикации В. А. Куренного в «Политическом журнале»
- Публикации В. А. Куренного в интернет-издании «Частный корреспондент»